# 小山泰朝
小山 泰朝（おやま やすとも）は、室町時代前期の武士。小山氏12代当主。下野守。

## 略歴
結城基光の次男として誕生。
小山氏は下野国守護を務める名門であったが、天授6年/康暦2年（1380年）からの小山氏の乱により、11代当主・小山義政が2代鎌倉公方・足利氏満や宇都宮基綱と対立した結果滅亡した。同族であった結城氏は鎌倉公方に従って戦い、小山氏が有していた旧領と下野守護の地位を得る。結城基光は次男・泰朝を当主として小山氏を再興させ、結城氏の影響下に置いた。
一般的に知られている小山氏の系譜によれば、泰朝は早い時期に没し、長男・氏朝は泰朝の実兄・結城満広の養子として結城氏を継承し、次男・満泰が後を継いだとされている。
ところが、江田郁夫によって満泰の偏諱と系譜の矛盾が指摘され、満泰は泰朝の子ではなく、泰朝自身が小山氏継承後に足利氏満の偏諱を拝領して改名したものであるとする説を唱えた。
この説が事実であるとすれば、氏朝に代わって泰朝＝満泰の後継者になった子は系譜上では満泰の子とされている小山持政であったと考えられる。